# Chris Roberson
Christopher William Roberson (Oakland, California; 23 de agosto de 1979) es un beisbolista profesional estadounidense nacionalizado mexicano de los Bravos de León de la Liga Mexicana. Fue seleccionado por los Philadelphia Phillies en la novena ronda del Draft Amateur de junio de la MLB de 2001.

## Carrera profesional
Roberson se graduó de El Cerrito High School en El Cerrito en 1997 y asistió a Contra Costa College y Feather River College. Fue seleccionado por los Philadelphia Phillies en la novena ronda del Draft Amateur de junio de la MLB de 2001.

### Philadelphia Phillies
Después de graduarse, Roberson jugó en Clearwater Threshers, un equipo agrícola de los Phillies, y tuvo una racha de veintitrés juegos. Jugando para los Reading Phillies, Roberson fue nombrado Novato del Año 2005 de la Liga Este. Después de que el jardinero central titular Aaron Rowand se estrellara contra la pared de los jardines en Citizens Bank Park el 11 de mayo de 2006, Roberson fue llamado a ocupar la posición del jardín central, junto con Shane Victorino. Roberson hizo su debut en las Grandes Ligas el 12 de mayo de 2006, contra los Rojos de Cincinnati.

### Baltimore Orioles
Sin opciones, Roberson fue cambiado a los Baltimore Orioles en enero de 2008 por dinero en efectivo. En febrero de 2008, Roberson fue asignado a Norfolk Tides de la Liga Internacional. Se convirtió en agente libre al final de la temporada.

### Arizona Diamondbacks
En enero de 2009, Roberson firmó un contrato de ligas menores con los Diamondbacks de Arizona. Después de pasar la temporada 2009 con los Reno Aces, nuevamente se le concedió la agencia libre.

### Sultanes de Monterrey
En 2010 fichó por los Sultanes de Monterrey de la Liga Mexicana de Béisbol. Mientras estuvo en México, Roberson también jugó para los equipos Naranjeros de Hermosillo y Águilas de Mexicali de la Liga Mexicana del Pacífico. Jugó para el club durante las campañas de 2010 y 2011.

### Winnipeg Goldeyes
En 2012, jugó para Winnipeg Goldeyes en la Asociación Americana.

### Sultanes de Monterrey (segundo mandato)
Roberson se unió a los Sultanes de Monterrey de la Liga Mexicana durante parte de la temporada 2012. Jugó para el club en todas las temporadas hasta el 2019. Renunció al club para la temporada 2020.

### Bravos de León
El 2 de febrero de 2021, Roberson fue traspasado a los Bravos de León de la Liga Mexicana.
Acereros de Monclova
El 28 de mayo de 2022, Roberson fue traspasado a los Acereros de Monclova de la Liga Mexicana.

## Carrera internacional
Fue seleccionado para la selección de béisbol de México en el Clásico Mundial de Béisbol 2017.
El 7 de marzo de 2019 fue reemplazado por Jesús Fabela en los juegos de exhibición de 2019 contra Japón.

## Vida personal
Después de mudarse a México, Roberson se casó con Yaneth Hurtado, con quien tiene dos hijas, y luego se convirtió en ciudadano del país.